# Felice Belisario
Felice Belisario (Lecce, 10 luglio 1949) è un politico italiano.
Dal 2008 al 2013 è stato Capogruppo dell'Italia dei Valori al Senato della Repubblica.

## Biografia
Felice Belisario è nato a Lecce il 10 luglio 1949. Ha vissuto in varie città della Puglia (Latiano, Brindisi, Fasano, Bari, Taranto) prima di trasferirsi a Potenza dove lavora e risiede da molti anni.
Si laurea in giurisprudenza a Napoli nel 1971. Alla Federico II comincia a collaborare con la cattedre di Contabilità di Stato e Diritto Tributario. Nel 1974 consegue il titolo di procuratore legale del foro di Potenza e nel 1980 quello di avvocato divenendo, nel 1988, cassazionista.
Dal 1978 presta la sua attività scientifica anche presso l'Università di Bari nelle materie Scienza delle Finanze e Diritto Tributario per cui è stato autore di numerose pubblicazioni. Per oltre 20 anni è stato componente della Commissione Tributaria Provinciale di Potenza. Nel corso della sua attività professionale ha collaborato alla stesura di numerosi statuti comunali e ha contribuito a scrivere le leggi regionali della Basilicata sui controlli e sul riordino delle comunità montane.

## Attività politica
Comincia la sua attività politica e sociale nella Democrazia Cristiana fin da giovane, successivamente aderisce al Partito Popolare e con questa formazione viene scelto come assessore esterno alla Provincia di Potenza dove, tra il 1995 e il 1997, ricopre l'incarico di vicepresidente della Giunta con deleghe a Bilancio, Finanze, Contratti, Personale e Cultura. Nel 1998 partecipa alla riunione di San Sepolcro che segna, di fatto, la nascita del movimento di Antonio Di Pietro.
Al suo interno ha ricoperto negli anni, oltre agli incarichi di responsabile delle regioni Basilicata, Puglia e Calabria, il ruolo di responsabile nazionale degli Eletti e in seguito, fino al 2008, se ne è occupato come Coordinatore nazionale del partito. Dal 2000 al 2005 ricopre la carica di consigliere Regionale della Basilicata eletto nel listino del presidente Filippo Bubbico e, in tale veste, è componente del Consiglio di amministrazione dell'Università degli studi della Basilicata. Entra in Parlamento per la prima volta nel 2006, alla Camera, nella circoscrizione Sicilia 2 eletto nelle liste de L'Ulivo.
Nella XV Legislatura è componente della Giunta per le elezioni e del Consiglio di Giurisdizione. È inoltre capogruppo dell'Idv in commissione Affari Costituzionali e, successivamente, in commissione Finanze.
Alle elezioni politiche del 2008 è candidato al Senato della Repubblica come capolista dell'Italia dei Valori nelle regioni Puglia e Basilicata, venendo eletto senatore in entrambe le regioni ed optando per la Basilicata.
Al Senato ricopre l'incarico di Capogruppo dell'Italia dei Valori.
Nella XVI Legislatura è componente della Giunta per il regolamento ed è capogruppo dell'IdV in Commissione Sanità dopo essere stato membro della commissione Affari costituzionali. È inoltre capogruppo nella commissione bicamerale per l'attuazione del federalismo.
Non si ricandida alle elezioni politiche del 2013, criticando la scelta del leader di Antonio Di Pietro non presentare direttamente il simbolo del partito alle elezioni, ma di federarsi nella lista Rivoluzione Civile; a maggio dello stesso anno abbandona l'Italia dei Valori e fonda, insieme a Leoluca Orlando e Carlo Costantini, il Movimento 139.
Cessa da ogni incarico parlamentare il 25 marzo 2013 e torna a dedicarsi all'attività forense.